# Septoria tanaceti
Septoria tanaceti är en svampart som beskrevs av Niessl 1865. Septoria tanaceti ingår i släktet Septoria och familjen Mycosphaerellaceae.   Inga underarter finns listade i Catalogue of Life.